# Hervé Faure
Hervé Faure (* 20. Juli 1976 in Privas, Département Ardèche) ist ein ehemaliger französischer Triathlet. Er wird in der Bestenliste französischer Triathleten auf der Ironman-Distanz geführt.

## Werdegang
Als 14-Jähriger bestritt Hervé Faure seinen ersten Triathlon und 2005 siegte er beim Ironman France in Nizza (3,86 km Schwimmen, 180,2 km Radfahren und 42,195 km Laufen).
2006 holte er sich zusammen mit dem französischen Herren-Team in Australien den Weltmeistertitel auf der Triathlon-Langdistanz und 2010 konnte er in einem neu zusammen gestellten Team diesen Erfolg wiederholen.
Hervé Faure konnte drei Mal den Embrunman für sich entscheiden (2006, 2007, 2011) und hält den Streckenrekord. Im Mai 2012 wurde er hinter Sylvain Sudrie Vizestaatsmeister auf der Langdistanz und er konnte diesen Erfolg 2013 wiederholen. Er startete im französischen Nationalteam auf der Langdistanz.

In der Saison 2016 tritt Hervé Faure zum letzten Mal international in Erscheinung.
Seit 2017 ist er für Amateur- und Profi-Triathleten als Technikberater für Langstrecken-Training im «Endurance Training Concept» tätig.

## Sportliche Erfolge
| Datum/Jahr    | Rang | Wettbewerb                     | Austragungsort  | Zeit     | Bemerkung                                                          |
| ------------- | ---- | ------------------------------ | --------------- | -------- | ------------------------------------------------------------------ |
| 13. Apr. 2014 | 1    | Cannes International Triathlon | Cannes          | 03:36:45 | Sieg vor dem Italiener Giulio Molinari                             |
| 22. Sep. 2011 | 6    | Ironman 70.3 Pays d'Aix France | Aix-en-Provence | 04:04:53 |                                                                    |
| 2. Okt. 2011  | 2    | Challenge Barcelona-Maresme    | Barcelona       |          | Zweiter auf der Halbdistanz                                        |
| 4. Sep. 2005  | 2    | Ironman 70.3 Monaco            | Monaco          | 04:36:02 | zweiter Rang bei der Erstaustragung hinter dem Belgier Rutger Beke |

| Datum/Jahr    | Rang | Wettbewerb                                          | Austragungsort    | Zeit     | Bemerkung |
| ------------- | ---- | --------------------------------------------------- | ----------------- | -------- | --- |
| 15. Aug. 2016 | 4    | Embrunman                                           | Embrun            | 10:03:53 | |
| 15. Aug. 2014 | 3    | Embrunman                                           | Embrun            |          | auf der Langdistanz |
| 15. Aug. 2013 | 2    | Embrunman                                           | Embrun            |          | Zweiter auf der Langdistanz                                                                                                   |
| 24. Juli 2013 | 2    | Triathlon EDF Alpe d’Huez                           | Alpe d’Huez       | 05:54:38 | [ 3 ] |
| 19. Mai 2013  | 2    | FRA Long Distance Triathlon National Championships  | Calvi             | 04:09:33 | Zweiter und Vizestaatsmeister auf der Langdistanz beim «Triathlon à Calvi» hinter Sylvain Sudrie                              |
| 14. Apr. 2013 | 6    | Ironman South Africa                                | Port Elizabeth    | 08:34:20 | |
| 19. Mai 2012  | 2    | FRA Long Distance Triathlon National Championships  | Calvi             | 04:13:13 | Französischer Vizemeister auf der Langdistanz (3 km Schwimmen, 80 km Radfahren und 20 km Laufen)                              |
| 15. Aug. 2011 | 1    | Embrunman                                           | Embrun            | 09:34:08 | dritter Sieg bei seinem achten Start Streckenrekord                                                                           |
| 27. Juli 2011 | 5    | Triathlon EDF Alpe d’Huez                           | Alpe d’Huez       | 06:02:13 | auf der Langdistanz |
| 1. Aug. 2010  | 1    | ITU Long Distance Triathlon World Championship Team | Immenstadt        |          | Bei der Langdistanz-WM gewinnt Frankreich die Team-Wertung: Sylvain Sudrie, Francois Chabaud und Hervé Faure                  |
| 1. Aug. 2010  | 14   | ITU Triathlon Long Distance World Championships     | Immenstadt        | 06:46:28 | Langdistanz-WM |
| 22. Mai 2010  | 7    | Ironman Lanzarote                                   | Puerto del Carmen | 09:05:27 | |
| 2009          | 2    | Embrunman                                           | Embrun            | 09:49:08 | hinter dem Spanier Marcel Zamora Pérez                                                                                        |
| 28. Juni 2009 | 2    | Ironman France                                      | Nizza             | 08:40:55 | |
| 22. Juni 2008 | 2    | Ironman France                                      | Nizza             | 08:41:40 | |
| 2007          | 1    | Embrunman                                           | Embrun            |          | |
| 15. Juli 2007 | 5    | ITU Triathlon Long Distance World Championships     | Lorient           | 03:37:28 | Weltmeisterschaft auf der Langdistanz der ITU (doppelte olympische Distanz: 3 km Schwimmen, 80 km Radfahren und 20 km Laufen) |
| 19. Nov. 2006 | 1    | ITU Long Distance Triathlon World Championship Team | Canberra          |          | Bei der Langdistanz-WM gewinnt Frankreich die Team-Wertung: Julien Loy, Patrick Vernay und Hervé Faure                        |
| 2006          | 1    | Embrunman                                           | Embrun            |          | |
| 25. Juni 2006 | 2    | Ironman France                                      | Nizza             |          | |
| 15. Okt. 2005 | 22   | Ironman Hawaii                                      | Hawaii            |          | |
| 19. Juni 2005 | 1    | Ironman France                                      | Nizza             | 08:49:06 | Sieg bei der Erstaustragung des Ironman France in Nizza vor dem Spanier Marcel Zamora Pérez                                   |
| 26. Sep. 2004 | 6    | Triathlon International de Nice                     | Nizza             |          | |
| 27. Juni 2004 | 3    | Ironman France                                      | Gérardmer         | 08:53:08 | hinter dem Sieger Stefan Riesen                                                                                               |
| 2001          | 4    | Embrunman                                           | Embrun            |          | |
| 2000          | 4    | Embrunman                                           | Embrun            |          | |

(DNF – Did Not Finish)